# HATS-40
HATS-40 — одиночная звезда в созвездии Большого Пса на расстоянии приблизительно 4555 световых лет (около 1396 парсек) от Солнца. Видимая звёздная величина звезды — +13,377m. Возраст звезды оценивается как около 2,07 млрд лет.
Вокруг звезды обращается, как минимум, одна планета.

## Характеристики
HATS-40 — жёлто-белая звезда спектрального класса F. Масса — около 1,56 солнечной, радиус — около 2,11 солнечного, светимость — около 6,908 солнечной. Эффективная температура — около 6482 К.

## Планетная система
В 2018 году командой астрономов, работающих в рамках обзора HATSouth, было объявлено об открытии планеты HATS-40 b.